# Clytia stechowi
Clytia stechowi är en nässeldjursart som beskrevs av Edward Hargitt 1927. Clytia stechowi ingår i släktet Clytia och familjen Campanulariidae. Inga underarter finns listade i Catalogue of Life.